# Eric Temple Bell
Eric Temple Bell, född 7 februari 1883 i Peterhead, Aberdeen, Skottland, död 21 december 1960 i Watsonville, Kalifornien, var en amerikansk matematiker, som också skrev ett flertal populärvetenskapliga böcker om matematik och som också verkade som science fiction-författare (under pseudonym). 

## Biografi
Bell bedrev sin universitetsstudier vid Stanford University, University of Washington och Columbia University. Han var därefter verksam vid University of Washington och vid California Institute of Technology. Som forskningsområde ägnade han sig i första hand åt talteori och han bidrog med utvecklandet av de potensserier som kallas Bell-serier. Bell-polynom och Belltal inom kombinatorik och Bell-trianglar har också uppkallats efter honom.
Bell skrev drygt tio populärvetenskapliga böcker och av dessa är Men of Mathematics från 1937 den mest omnämnda och som nyutgåva (1986) finns den fortfarande i boklådor. Under pseudonymen Johan Taine skrev han också femton science fiction-baserade romaner.

## Utmärkelser
För sina insatser som matematiker erhöll han 1924 Böcherpriset för sina arbeten inom matematisk analys.
Asteroiden 9988 Erictemplebell är uppkallad efter honom.